# Saint-Julien (Vosges)
Saint-Julien település Franciaországban, Vosges megyében. Lakosainak száma 103 fő (2022. január 1.). Saint-Julien Bleurville, Fouchécourt, Godoncourt, Monthureux-sur-Saône, Les Thons és Tignécourt községekkel határos.

## Népesség
A település népessége az elmúlt években az alábbi módon változott:
| Lakosok száma | 124  | 115  | 111  | 110  | 109  | 109  | 102  | 103  | 103  |
|               | 2013 | 2015 | 2016 | 2017 | 2018 | 2019 | 2020 | 2021 | 2022 |